# فریونگ، بایرن
شهر فریونگ، بایرندر ایالت بایرن در کشور آلمان واقع شده‌است.